# Federico Pellegrini
 (décembre 2018).
Si vous disposez d'ouvrages ou d'articles de référence ou si vous connaissez des sites web de qualité traitant du thème abordé ici, merci de compléter l'article en donnant les références utiles à sa vérifiabilité et en les liant à la section « Notes et références ».
Pour les articles homonymes, voir Pellegrini.
Federico Pellegrini est un chanteur et guitariste de rock français.
Il est d'abord le leader du groupe The Little Rabbits formé en 1988, jusqu'à la séparation du groupe en 2005.
Il rejoint de façon fugace le « backing band » du chanteur Katerine (sous le nom de La Secte Machine), composé d'anciens membres des Little Rabbits. Il collabore ensuite avec Helena Noguerra pour un projet intitulé Dillinger Girl and Baby Face Nelson ; un 45 tours éponyme et un album intitulé Bang! sortent au printemps 2006.
Il lance ensuite un nouveau groupe appelé French Cowboy, pour lequel il s'entoure de trois anciens complices des Little Rabbits : Stéphane Louvain, Gaëtan Chataignier et Éric Pifeteau, réunis sous le nom de The German Dudes. Le premier album, Baby Face Nelson Was a French Cowboy, sort en 2007.
En 2015, il crée le duo Moon Gogo avec la musicienne coréenne E’Joung-Ju, joueuse émérite de geomungo, instrument traditionnel coréen à six cordes.